# Winnsboro (Texas)
Winnsboro é uma cidade localizada no estado norte-americano de Texas, no Condado de Franklin e Condado de Wood.

## Demografia
Segundo o censo norte-americano de 2000, a sua população era de 3584 habitantes.
Em 2006, foi estimada uma população de 3861, um aumento de 277 (7.7%).

## Geografia
De acordo com o United States Census Bureau tem uma área de
9,5 km², dos quais 9,5 km² cobertos por terra e 0,0 km² cobertos por água. Winnsboro localiza-se a aproximadamente 21 m acima do nível do mar.

## Localidades na vizinhança
O diagrama seguinte representa as localidades num raio de 28 km ao redor de Winnsboro.